# Stor-Skärjan
Stor-Skärjan är en sjö i Söderhamns kommun i Hälsingland och ingår i Skärjåns huvudavrinningsområde. Sjön har en area på 1,54 kvadratkilometer och ligger 53 meter över havet. Stor-Skärjan ligger i Skärjån Natura 2000-område. Sjön avvattnas av vattendraget Skärjån (Tönsån).

## Delavrinningsområde
Stor-Skärjan ingår i det delavrinningsområde (677223-156541) som SMHI kallar för Utloppet av Stor-Skärjan. Medelhöjden är 59 meter över havet och ytan är 7,32 kvadratkilometer. Räknas de 64 avrinningsområdena uppströms in blir den ackumulerade arean 286,09 kvadratkilometer. Avrinningsområdets utflöde Skärjån (Tönsån) mynnar i havet. Avrinningsområdet består mestadels av skog (69 procent). Avrinningsområdet har 1,55 kvadratkilometer vattenytor vilket ger det en sjöprocent på 21,1 procent.